# Sollnitz
Sollnitz ist seit der Eingemeindung am 1. Juli 1994 ein Stadtbezirk von Dessau-Roßlau. Er liegt ca. 12 km südöstlich vom Dessauer Stadtzentrum entfernt.

## Geschichte
Das Gebiet von Sollnitz war wahrscheinlich schon vor dem 12. Jahrhundert besiedelt und stammt als Burgwart Solnici wohl schon aus slawischer Zeit. In der Zeit der anhaltischen Herrscher wurden nach 1708 zwei Güter als fürstliche Vorwerke errichtet.
Eine Einklassenschule ist noch als historisches Denkmal erhalten. 1936 wurde die Freiwillige Feuerwehr gegründet. 1952 wurde Sollnitz aus dem Landkreis Köthen herausgelöst und in den neu gebildeten Kreis Gräfenhainichen des Bezirkes Halle eingegliedert. 1994 erfolgte die Eingemeindung nach Dessau.

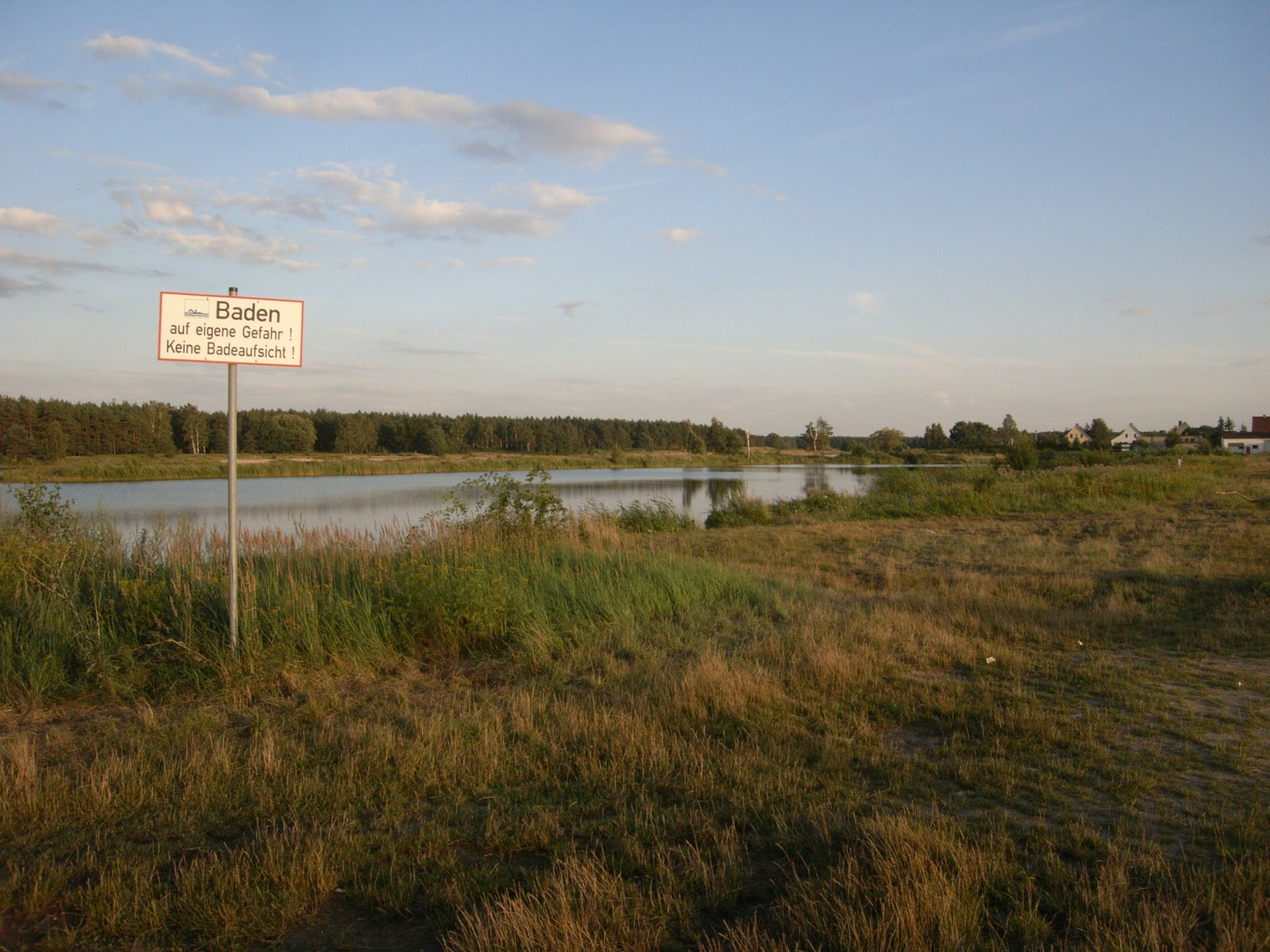
Ehemalige Kiesgrube
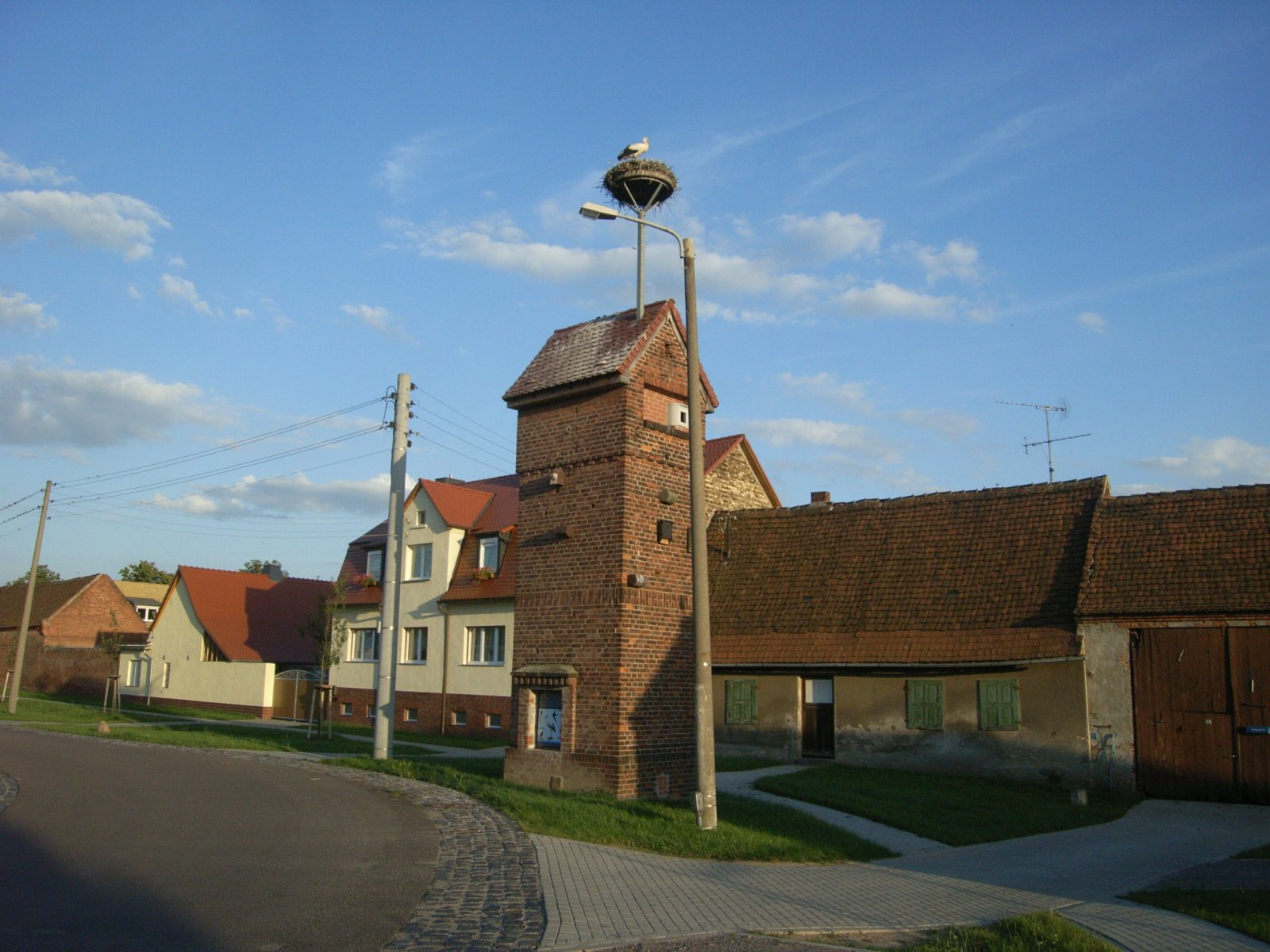
Transformatorenstation
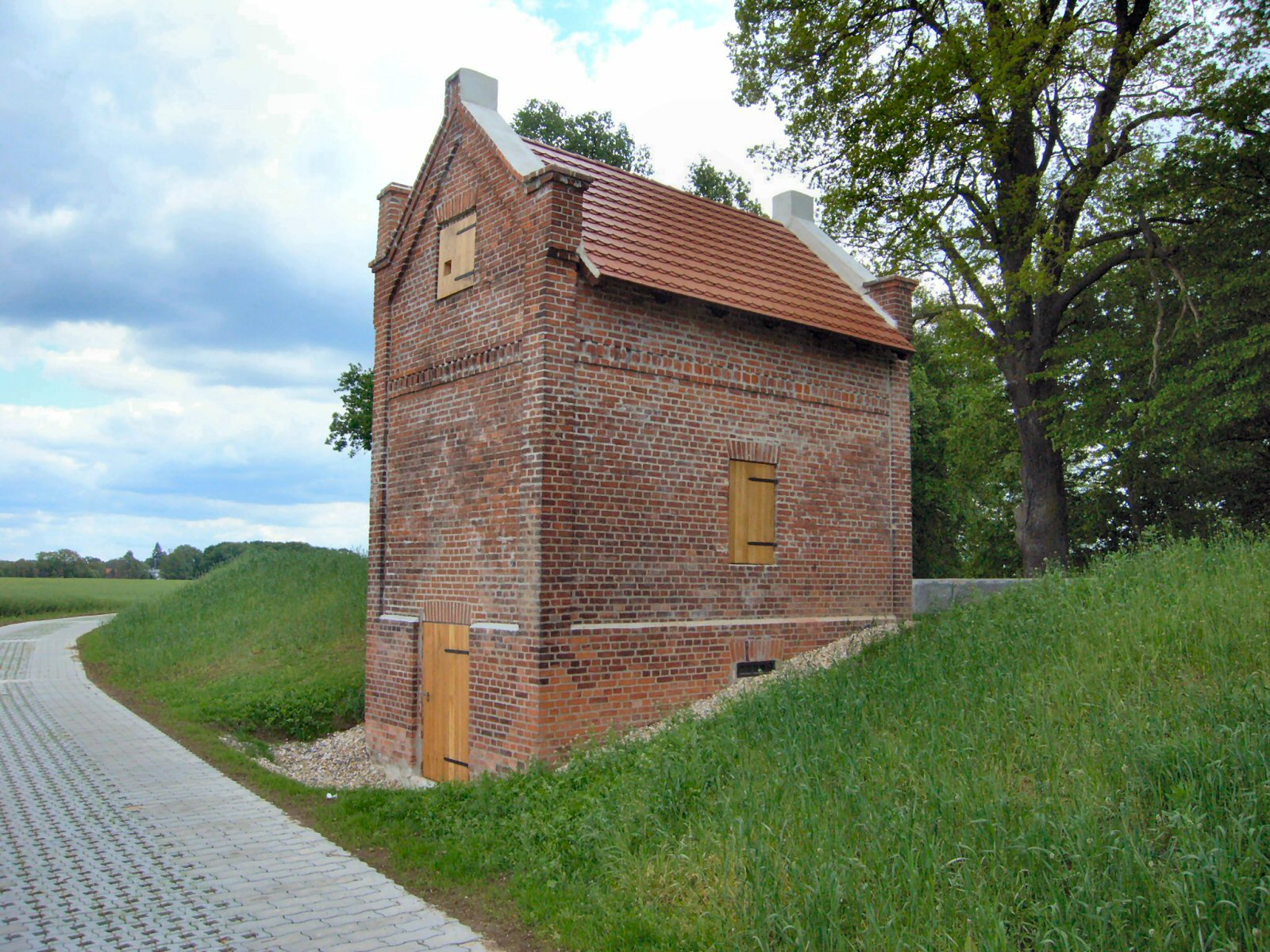
Wallwachhaus an der Mulde
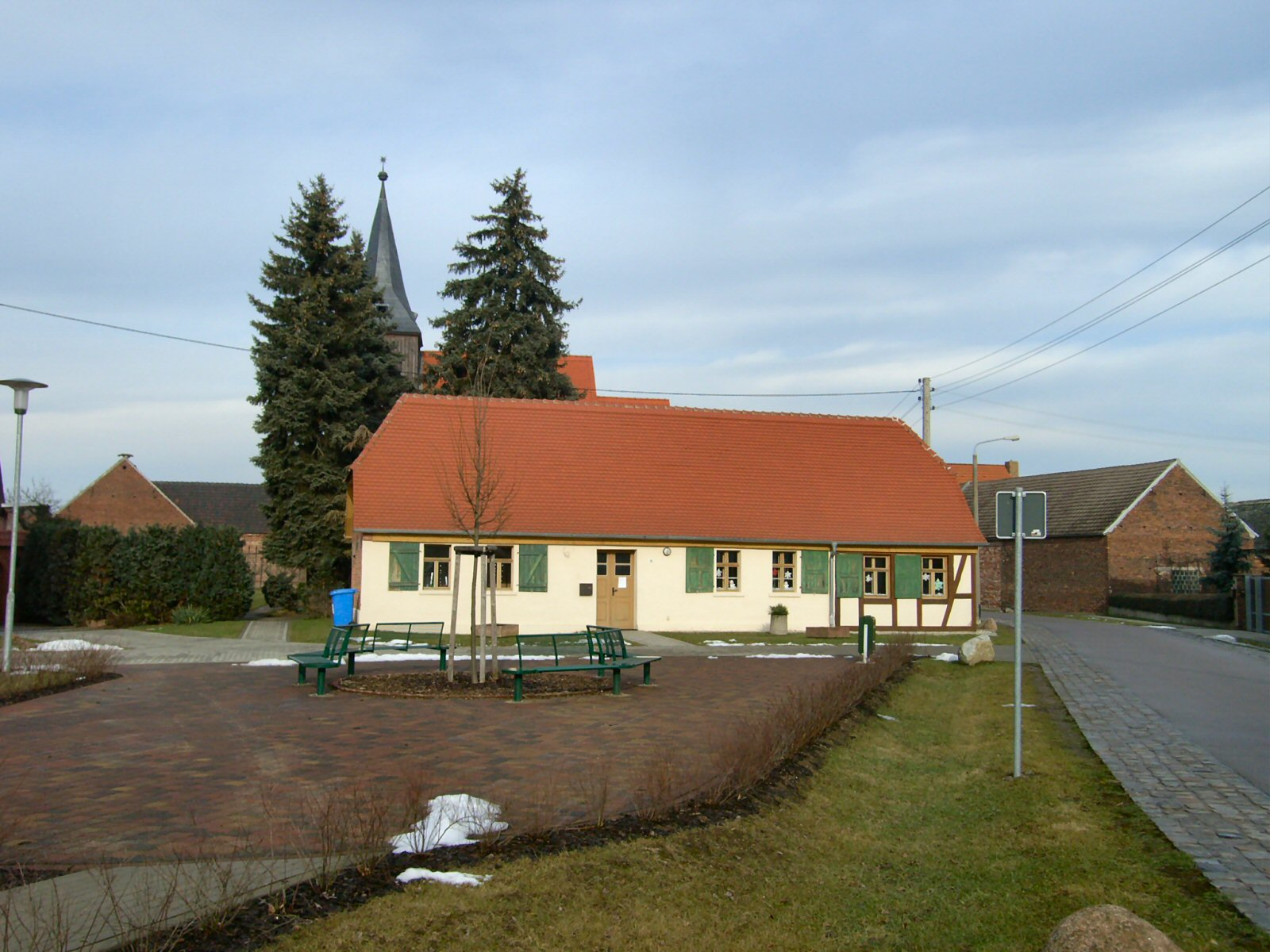
Einklassenschule
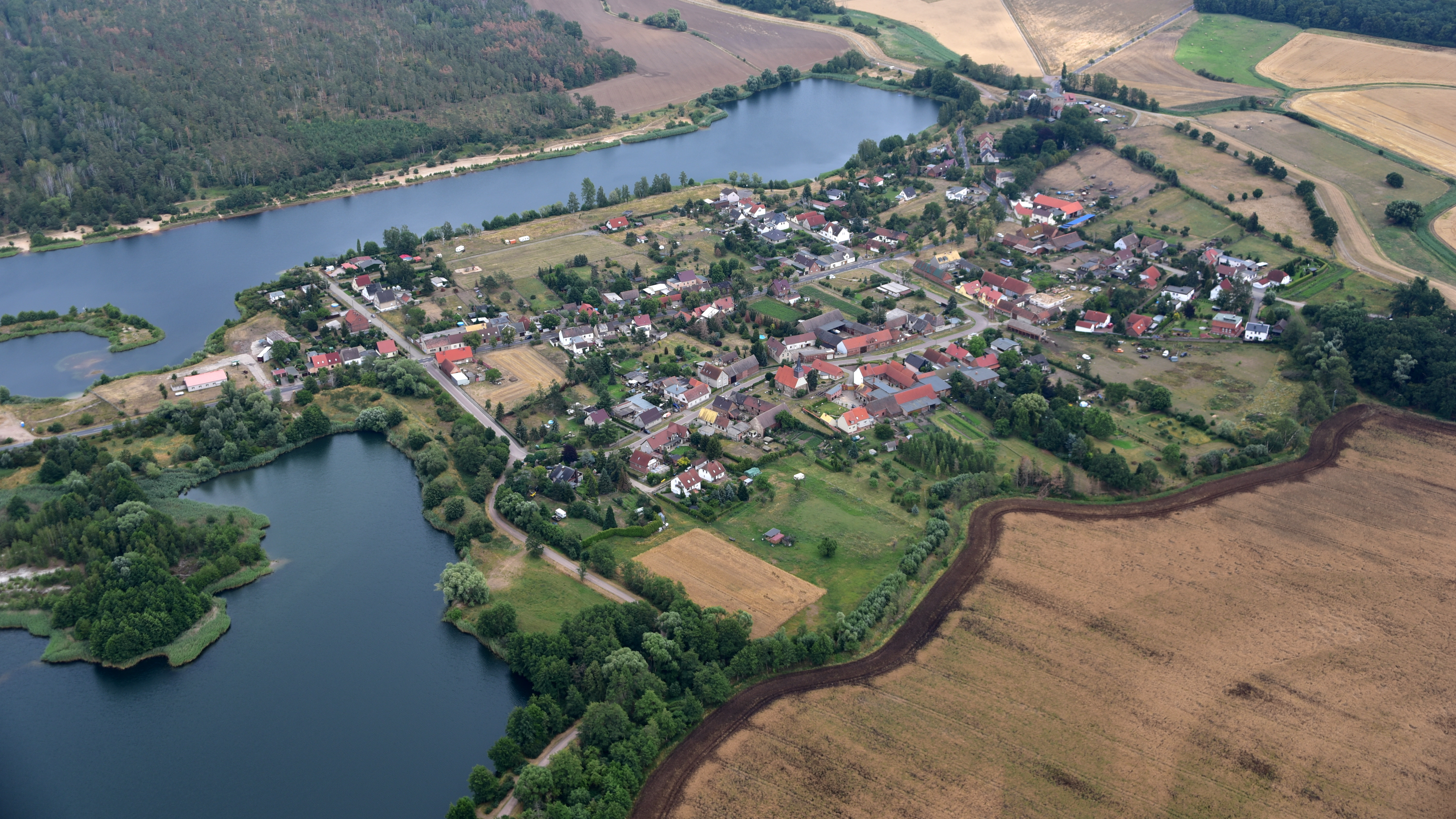
Luftaufnahme (2019)

## In Sollnitz geborene Persönlichkeiten
- Karin Nenz (* 1945), Glasgestalterin und Glaskünstlerin